# Matkópusztai ürgés gyep
Matkópusztai ürgés gyep este o arie protejată (arie specială de conservare — SAC, sit de importanță comunitară — SCI) din Ungaria întinsă pe o suprafață de 155,66 ha, integral pe uscat.

## Localizare
Centrul sitului Matkópusztai ürgés gyep este situat la coordonatele 46°48′10″N 19°40′53″E / 46.802778°N 19.681389°E.

## Înființare
Situl Matkópusztai ürgés gyep a fost declarat sit de importanță comunitară în mai 2004 pentru a proteja 1 specie de animale. Situl a fost protejat și ca arie specială de conservare în februarie 2010.

## Biodiversitate
Situată în ecoregiunea panonică, aria protejată conține 1 habitat natural: Stepe panonice nisipoase.
La baza desemnării sitului se află o specie protejată de  mamifere: popândău (Spermophilus citellus).
Pe lângă speciile protejate, pe teritoriul sitului au mai fost identificate 1 specie de păsări.